# スタニスワフ・シュチェンスヌィ・ポトツキ

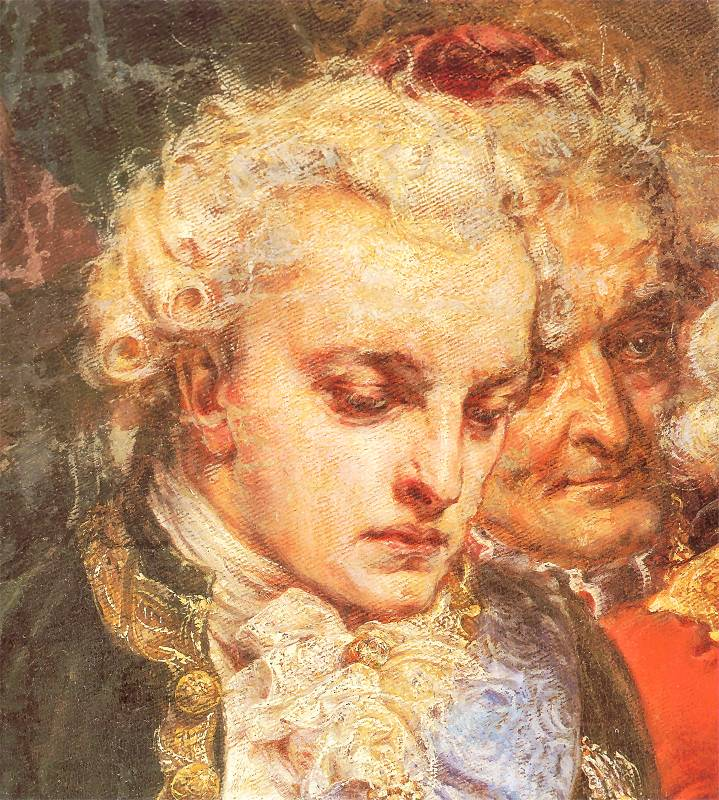
スタニスワフ・シュチェンスヌィ・ポトツキ伯爵

スタニスワフ・シュチェンスヌィ・ポトツキ（ポーランド語: Stanisław Szczęsny Potocki、1752年 - 1805年3月14日）は、ポーランド・リトアニア共和国の大貴族、軍事指導者、伯爵。シュチェンスヌィ・ポトツキ、フェリクス・ポトツキとも呼ばれる。1774年より1780年まで王冠領大旗手、1782年より1791年までルーシ県知事、1784年より王冠領陸軍中将、1788年より1792年まで王冠領砲兵隊長官、1792年よりタルゴヴィツァ連盟の司令官を務めた。ベウツなど5地域の代官でもあった。

## 生涯

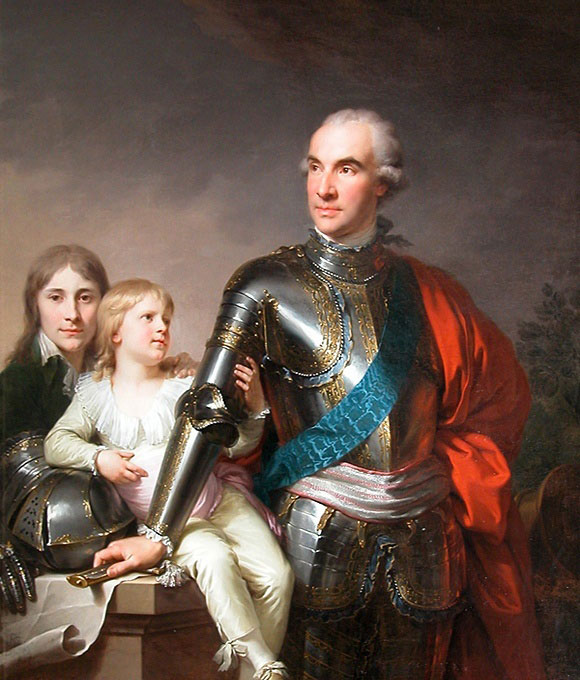
ポトツキと息子たち

トゥルチンを本拠とするキエフ県知事フランチシェク・サレズィ・ポトツキ伯爵（フェリクス・カジミェシュ・ポトツキの孫）の息子に生まれ、1774年、22歳の時に王冠領大旗手の地位を得て中央政界に進出し、若くして国政に影響力を持つようになった。国王スタニスワフ・アウグスト・ポニャトフスキは、伯父でルーシ県知事のアウグスト・アレクサンデル・チャルトリスキ公が1782年に死ぬと、その知事職をポトツキに与えた。1784年、ポトツキは破産したキエフ県知事ユゼフ・ガブリエル・ステンプコフスキから連隊長の職を買い取り、まもなく陸軍中将に昇任した。ポトツキは1万km²もの所領をもつ共和国最大の資産家の一人で、特に南東部のブラツワフ県を勢力地盤としており、同県内のフマンにある領地だけでも総面積16万8000ヘクタール、9都市246村に13万人の農奴を抱えるという膨大なものであった。
彼は4年議会にブラツワフ選出代議員として席を占めると、母国を破滅に追い込むような裏切り行為を始めた。ポトツキのそれまでの経歴は、彼に大きな野心を抱かせていた。その広大な所領においては王のように振る舞い、リベラル派の啓蒙主義者、寛大な主人にして外見上は愛国者であるポトツキの評判は、1784年に共和国政府に対して400人の歩兵連隊を無償で提供した時に最高潮に達した。しかし、彼は国家の公的な財産とマグナート達の個人財産は全く別のものだと考えていた。
彼の理想とする政治目標は、ポーランド・リトアニア共和国を少数の大貴族たちが自治的に分有する寡頭制の下におき、半永久に王位を空位として、支配者たる大貴族たちが最高権威者を輪番で務めていく新国家体制の構築であった。ポトツキの政治目標は同じ大領主である王冠領大ヘトマンのフランチシェク・クサヴェリ・ブラニツキ、野戦ヘトマンのセヴェリン・ジェヴスキに感銘を与え、彼ら3人は政治的な同盟関係で結ばれることになった。スタニスワフ・マワホフスキとカジミェシュ・ネストル・サピェハが4年議会の議長に選ばれると、ポトツキと改革派との政治的距離はさらに広がった。ポトツキは自由主義的な国政改革に懸命に反対したが失敗に終わり、1789年11月に議会を去ってウィーンに移住したが、同地で共和国の新しい政治理念を攻撃するプロパガンダ活動を続け、子分関係にある地方議会（セイミク）の政治家を使って国政に対する影響力を発揮しようとした。

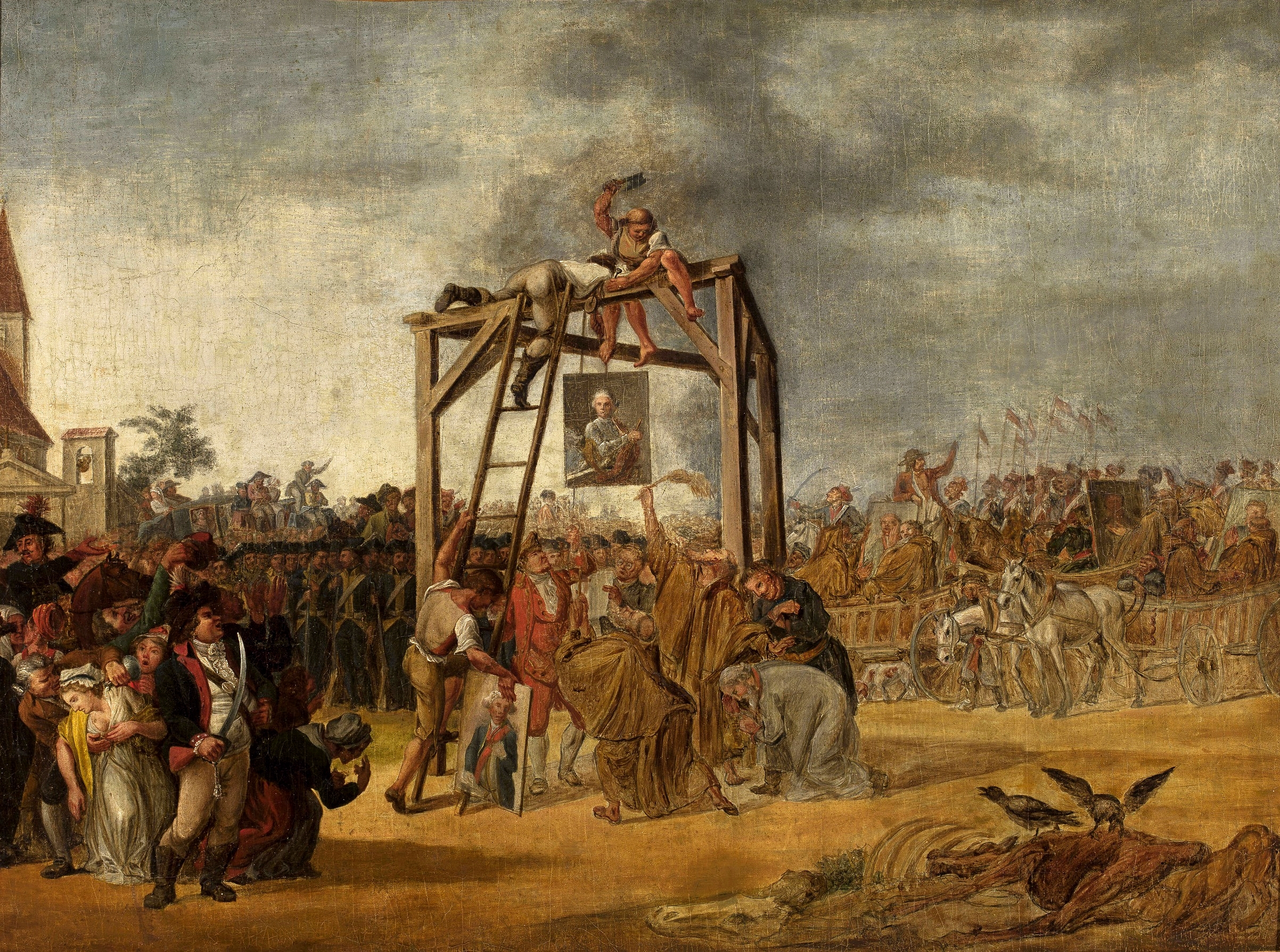
タルゴヴィツァ連盟の首領にして売国奴であるスタニスワフ・シュチェンスヌィ・ポトツキの肖像画をコシチュシュコ蜂起軍の兵士たちが火刑にする光景（ワルシャワ、1794年）。 ヤン・ピョトル・ノルブリン画

ポトツキは1791年の5月3日憲法に反発し、共和国の自由（黄金の自由）を防衛するために神聖ローマ皇帝レオポルト2世にポーランドへの軍事介入を要請したが、失敗に終わった。しかし1792年3月には友人たちとともにサンクトペテルブルクに赴いてロシア政府への嘆願を行い、女帝エカチェリーナ2世の協力を取り付けた。これに伴い、1792年5月24日にポーランド旧体制の復活を目的とするタルゴヴィツァ連盟が結成され、ポトツキは連盟の司令官に就任し、同連盟の事実上の独裁者としてトゥーリチンの城から直接に指令を出した。5月3日憲法が廃止され、プロイセンがヴィエルコポルスカを占領すると、ポトツキは再びサンクトペテルブルクに外交交渉に赴いた。しかしそこで自分がロシアによるポーランド支配に利用される形で騙され、既に無用の存在とされていることに気付かされた。1794年、コシチュシュコ蜂起の際には、反乱軍によって本人不在のまま死刑宣告を受け、その肖像画が火刑に処せられた。彼は共和国の消滅後の1797年にウィーンの居宅を去り、トゥーリチンに落ち着くと自らの所領を拡大することに専念した。1797年、ポトツキはロシア帝国の歩兵隊の司令官とされたが、翌1798年10月30日には同職を退いた。死に際してはロシア将軍の礼をもって葬られた。
ポトツキは生涯に3度結婚し、2番目の妻ユゼフィーナ・ムニシュフヴナとの間には11人の、3番目の妻でギリシャ人のゾフィア・クラヴォネとの間には8人の子供がいた。

## 叙勲
- 1774年…聖スタニスワフ勲章
- 1775年8月…白鷲勲章